# Costa di Trex
Costa di Trex è una frazione del comune di Assisi (PG).
La minuscola frazione si trova sul lato nord-orientale delle pendici del monte Subasio, a 573 m s.l.m. e 4 km dal capoluogo, raggiungibile attraverso strade comunali dissestate e soprattutto grazie alla strada provinciale 249 che da Assisi passa per Armenzano e conduce a Spello. La costa si affaccia sulla cosiddetta valle del Tescio e dal fosso Marchetto.
Toponomasticamente c'è incertezza in ordine all'estensione della frazione Costa di Trex. La vecchia numerazione dei civici (le case della zona sono in via principale ex poderi rurali) sembrerebbe considerare parte della zona anche il versante alla destra orografica della sponda del Tescio (mentre la "Costa" consiste storicamente nel complesso di costruzioni poste sul versante nord del monte Subasio) che ricomprende le frazioni di Villamena e Paradiso di Assisi oltreché dei vocaboli siti in fondo alla suddetta valle noti come Pian della Pieve e Ponte Grande (dal nome del ponte sul Tescio in corrispondenza dell'attraversamento dell'odierna ex SS 444), località che non vengono più identificate come parte della Costa di Trex.

## Storia
Durante l'epoca romana, la zona montagnosa di Assisi, circostante il monte Subasio, costituiva il serbatoio agricolo della città, in quanto la pianura della Valle Umbra era occupata da paludi e dai resti dell'antico lacus umber.
Il toponimo è menzionato per la prima volta nella bolla di Onorio III, del 1217: egli riconosce al vescovo della città assisiate il diritto su diverse chiese della diocesi, tra cui anche Sanctus Iohannes de Trecaso.
Il censimento del 1232 accredita alla balia 60 focolari (cioè 60 famiglie), su un totale del contado di 2.255 focolari suddivisi in 50 balie.
Altri nomi dell'epoca sono Tre Casci, Costa delle Tre Case, Balia Coste Trecasci, cappelam Sancte Marie de Tricaso.
Il catasto del 1354 gli assegna le chiese di S. Stefano di Perlici, S. Andrea, S. Maria de Tricasu, S. Cristoforo, S. Lorenzo, S. Cristoforo e Sanctus Iohannes de Trecaso. Inoltre, vi si trovava l'Ospedale dell'Acqua Viva.
Nel 1304 fu costruito un acquedotto, detto di Frate Elia, lungo più di 9 km e utilizzato per rifornire d'acqua la città di Assisi.
Intorno al 1880, grazie alla scoscesità dei luoghi, vi trovarono rifugio alcune bande di briganti, tra cui anche quella del temuto Cinicchia.

## Monumenti e luoghi d'interesse

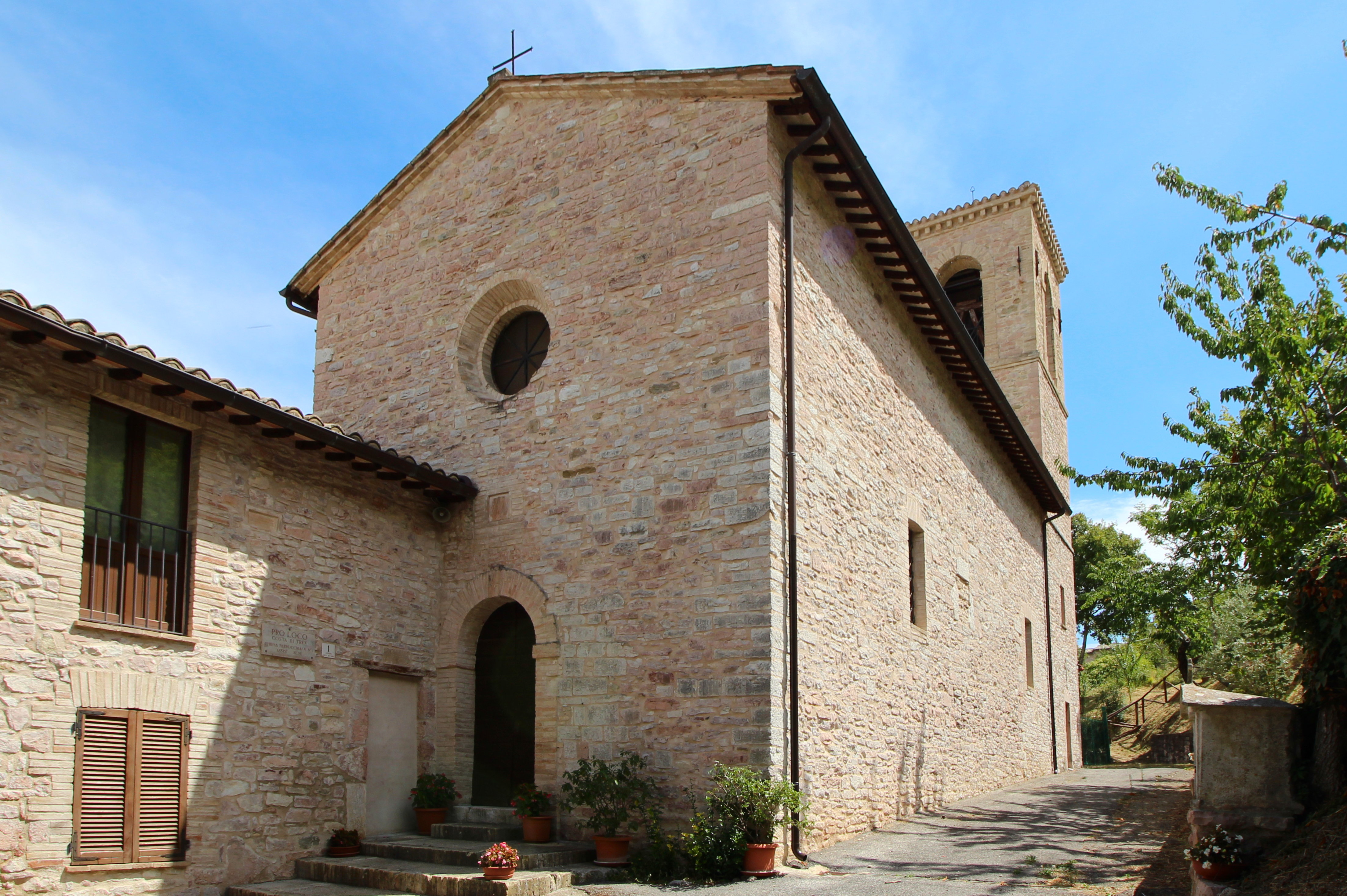
La chiesa di Santo Stefano

- Chiesa di S. Stefano (XI secolo), che conserva un'urna funeraria in travertino, risalente al periodo I secolo a.C.-I secolo d.C.: reca delle belle decorazioni e la criptica scritta "Cutameia Celidon".
- Chiesa di S. Bartolomeo, nella quale è una pala con la Madonna col Bambino e i Santi Cristoforo e Bartolomeo, attribuita a Pietro Montanini[2].
- Chiesa di S. Lorenzo.
- Fonte del Sanguinone, nota fin dal 1128, che fornisce l'acqua al paese, dopo averla fornita per secoli anche alla città di Assisi, in particolare alla fabbrica e basilica di San Francesco e a tutto il Sacro Convento.
- Fonte Maddalena.
- Forra del fosso del Marchetto e omonimo ponte.

## Economia e manifestazioni
Nei dintorni si trovano diversi agriturismi. In passato, una grande cava di calcare ora dismessa, ha lasciato una cicatrice bianca ben visibile sul fianco della montagna.
Il 24 giugno si festeggia San Giovanni, con le tradizionali abluzioni di acqua profumata con petali di fiori ed erbe.
Ad agosto viene organizzato il Raduno degli Amici della Montagna e a novembre la Rassegna del Vino Novello.

## Sport
Ogni anno viene organizzata la gara podistica "Costa di Trex in Corsa", un Trail Running di circa 16 km.